# Angela Scicluna
Angela Scicluna es una deportista maltesa que compitió en atletismo adaptado. Ganó una medalla de plata en los Juegos Paralímpicos de Roma 1960 en la prueba de lanzamiento de peso (clase C).

## Palmarés internacional
| Juegos Paralímpicos | Juegos Paralímpicos | Juegos Paralímpicos | Juegos Paralímpicos |
| Año                 | Lugar               | Medalla             | Prueba              |
| ------------------- | ------------------- | ------------------- | ------------------- |
| 1960                | Roma (Italia)       | Medalla de plata    | Peso C              |